# Lena Ledoff
Lena Ledoff (ur. 1961 w Petersburgu) – polska pianistka i kompozytorka muzyki jazzowej.

## Życiorys
Urodziła się w Petersburgu w ZSRR w 1961 i ukończyła wydział fortepianowy Akademii Muzycznej w Woroneżu w klasie prof. Tatiany Gaponienko.
Od 1990 jest w Polsce i w 1994 na stałe zamieszkała w Warszawie. Wielokrotnie otrzymywała stypendium prezydenta m.st. Warszawy, Ministerstwa Kultury i Dziedzictwa Narodowego i Stowarzyszenia Autorów ZAIKS. W swojej twórczości kompozytorskiej czerpie dużo z muzyki Fryderyka Chopina, który jest jej największą pasją. Wraz ze swoim trio występowała na scenach Polski i świata m.in. w: Pradze, Bratysławie, Paryżu, Budapeszcie, St. Petersburgu, Toronto, Ottawie, Montrealu, Kijowie, Irkucku i wielu polskich miast takich jak: Warszawa, Gdańsk, Łódź, Poznań, Wrocław, Kraków.
Brała udział w festiwalach: „Jazz Jamboree” (2008 i 2011,Warszawa), „7 International Jazz Piano Festival” (2002, Praha, Czech), „Festiwal of Film Music by Krzysztof Komeda” (2007 i 2008, Warszawa), „White Night Swing” (2011, St. Petersburg), „Ladie’s Jazz Fest” (2012, Gdynia), „37 International Jazz Piano Festival” (2011, Kalisz), „Designed In Poland” (2011, Budapeszt), „Łódź Czterech Kultur” (2012, Łódź), „Baikal Waves” (2012, Irkuck), „Kolory Polski” (2007, 2014, Łódź).
Wydała płytę CD z muzyką F. Chopina w opracowaniu jazzowym, oraz w 2010 płytę „Komeda-Chopin-Komenda” uznaną za płytę miesiąca w Radio Jazz.
Współpracuje z wieloma teatrami tworząc muzykę do spektakli „Opowieść Wigilijna”, „Pchła Szachrajka” i „Moralność pani Dulskiej” oraz „MY, PSY” i „MY, PSY W KOSMOSIE” w reż. P.Dąbrowskiego. Występuje również, jako pianistka w przedstawieniach teatralnych: „Pani Pylińska i sekret Chopina” w reż. R. Glińskiego, „Apetyt na czereśnie” w reż. P. Dąbrowskiego oraz „Kocha, nie kocha” w reż. T. Śpiewaka.
W 2010 wyszła za mąż za aktora kaliskiego Przemysława Dąbrowskiego. Wspólnie z mężem wydała książkę p.t.: „My, psy, czyli czapka admirała Yamamoto” (Prószyński Media, 2019), a samodzielnie opowiadania „Biedny Chopin” (stypendium ZAiKS) i dramatu „Buciki” (Dotknij Teatru).